# Sid King and the Five Strings
Sid King and the Five Strings war eine US-amerikanische Country- und Rockabillyband. Einige ihrer bekannteren Titel sind Shake This Shack Tonight, Sag, Dragg and Fall oder Purr Kitty Purr.

## Karriere
Die Anfänge der Band reichen bis Anfang der 1950er-Jahre zurück. Sid Erwin (* 1936) trat mit Schulfreund Melvin Robinson auf dem Radiosender KDNT auf. Später stießen Erwins Bruder Billy Joe als Gitarrist und Dave White als Schlagzeuger dazu. Die Gruppe nannte sich The Western Melody Makers. Unter diesem Namen spielten sie in Texas in verschiedenen Honky-Tonks und Bars Countrymusik, bis sie 1953 bei den Starday Records unterzeichneten, wo sie insgesamt eine Single veröffentlichte.
1954 wechselte die Band zu den Columbia Records und spielten dort ihre Singles unter dem Namen Sid King and the Five Strings ein. Sid King war der Frontmann der Band; er spielte Gitarre und übernahm den Gesang. In dieser Zeit tourten sie durch ganz Amerika und Kanada, 1956 galten sie sogar als einer der besten Showbands der USA und konnten sich vor Anfragen verschiedener Radiosendungen bis hin zur Grand Ole Opry und der Louisiana Hayride kaum retten. Auf ihren Touren spielten sie gelegentlich mit damals ebenfalls aufsteigenden Stars wie Buddy Holly, Elvis Presley, Roy Orbison und
Jerry Lee Lewis in ihren Shows zusammen, wenn sie zur gleichen Zeit in derselben Stadt waren. Ihr Erfolg beschränkte sich trotz landesweiter Auftritte in der Opry und dem Hayride auf Texas, den nationalen Durchbruch schaffte die Band nie.
Anfang 1958 kaufte sich die Band ihren eigenen Club in Conrow, Texas und waren wöchentlich in ihrer eigenen Fernsehsendung in Houston zu sehen. 1959 trennte sich die Band jedoch. In den folgenden Jahren trat Sid King alleine auf und stand während des nächsten Jahrzehntes bei Dot Records unter Vertrag.
1965 eröffnete Sid den Friseursalon Sid’s Hair Cutting in Richardson, Texas, in dem er noch heute arbeitet.
Billy stieg nach einigen Arbeitsjahren als Toningenieur in Los Angeles 1975 ebenfalls in den Friseursalon ein.
Seit dem Rockabilly-Revival in den frühen 1980er Jahren traten die beiden Brüder wieder öffentlich auf Konzerten in Europa und den USA auf.
1982 kam es für eine Schallplattenaufnahme zu einer Reunion des originalen Line-Ups der Band.
2016 nahmen Sid und Billy ein neues Album auf, dessen Titel From One Cut to Another auf den Barbershop anspielt. Billy verstarb am 13. Juli 2019.

## Diskografie

### Singles
| Jahr | Titel A                                | Titel B                   | Plattenfirma       | Anmerkung                     |
| ---- | -------------------------------------- | ------------------------- | ------------------ | ----------------------------- |
| 1954 | Who Put The Turtle in Myrtle’s Girdle? | If Tears Could Cry        | Starday Records    | The Western Melody Makers     |
| 1955 | Put Something In The Pot, Boy          | I Like It                 | Columbia Records   | The Five Strings              |
| 1955 | Drinking Wine Spoli Oli                | Crazy Little Heart        | Columbia Records   | The Five Strings              |
| 1955 | Sag, Drag and Fall                     | But I Don’t Care          | Columbia Records   | Sid King & The Five Strings   |
| 1956 | Purr, Kitty, Purr                      | I Want You Mama           | Columbia Records   | Sid King & The Five Strings   |
| 1956 | Let ‘Er Roll                           | Blue Suede Shoes          | Columbia Records   | Sid King & The Five Strings   |
| 1956 | Ooby Dooby                             | Booger Red                | Columbia Records   | Sid King & The Five Strings   |
| 1956 | Gonna Shake This Shack Tonight         | Good Rockin’ Baby         | Columbia Records   | Sid King and the Five Strings |
| 1957 | When My Baby Left Me                   | It’s True, I’m Blue       | Columbia Records   | Sid King & The Five Strings   |
| 1957 | I’ve Got The Blues                     | What Have Ya Got To Loose | Columbia Records   | Sid King and the Five Strings |
| 1962 | Hello There Rockin’ Chair              | Once Upon a Time          | Dot Records        | Sid King                      |
| 1980 | Back Door Man                          | I'd Rather Hear Willie    | Soundwaves Records | Sid King                      |

### Alben
- 1983: Rockin' On The Radio
- 1987: Let's Get Loose als (Sid KIng)
- 2016: From One Cut to Another (als Sid King plus Billy King)